# NGC 2553
NGC 2553 est une galaxie spirale (lenticulaire ?) située dans la constellation du Cancer. NGC 2553 a été découverte par l'astronome allemand Albert Marth en 1865.

## Caractéristiques
Sa vitesse par rapport au fond diffus cosmologique est de 4 904 ± 16 km/s, ce qui correspond à une distance de Hubble de 72,3 ± 5,1 Mpc (∼236 millions d'al).
En raison d'une brillance de surface égale à 14,23 mag/am2, on peut qualifier NGC 2553 de galaxie à faible brillance de surface (LSB en anglais pour low surface brightness). Les galaxies LSB sont des galaxies diffuses (D) avec une brillance de surface inférieure de moins d'une magnitude à celle du ciel nocturne ambiant.